# One Piece The Movie: Dead End no Bouken
One Piece The Movie: Dead End no Bouken (ONE PIECE THE MOVIE  デッドエンドの冒険 Wan Pīsu Za Mūbī Deddo Endo no Bōken?) (en español: Aventura sin salida y en inglés: Dead End Adventure), conocida en España como La Aventura sin Salida, es la cuarta película basada en el anime y manga One Piece lanzadas en el circuito comercial del Cine, estrenada en marzo de 2003.

## Argumento
Luffy y sus amigos arriban a la bahía de Anabaru. El casino local organiza una competencia de piratas en la cual el ganador obtiene una importante suma monetaria, si alcanza la meta. Nami se exalta y convence a todos a participar. Sin embargo, hay una conspiración detrás de la competencia, cuya mente siniestra es Gasparde, un excomandante militar. Su plan es que todos los piratas lleguen a la base militar, para allí matarlos. 
Después de vencer a Gasparde y con todos sus competidores fuera, los sombreros de paja están a punto de llegar a la meta de la carrera, cuando una flota de buques de la marina aparece y les obliga a abandonar sus premios.

## Personajes
Monkey D. Luffy (モンキー・D・ルフィ Monkī D. Rufi?)
Seiyū: Mayumi Tanaka
Roronoa Zoro (ロロノア・ゾロ Roronoa Zoro?)
Seiyū: Kazuya Nakai
Nami (ナミ Nami?)
Seiyū: Akemi Okamura
Usopp (ウソップ Usoppu?)
Seiyū: Kappei Yamaguchi
Sanji (サンジ Sanji?)
Seiyū: Hiroaki Hirata
Tony Tony Chopper (トニートニー・チョッパー Tonītonī Choppā?)
Seiyū: Ikue Ōtani
Nico Robin (ニコ・ロビン Niko Robin?)
Seiyū: Yuriko Yamaguchi

## EnEspaña
En España fue lanzada en formato doméstico el 31 de mayo de 2017 en castellano y japonés con subtítulos en castellano.

## Música
Tema de cierre (ending)
- "Sailing day" por Bump of Chicken